# Santa Maria "Regina Pacis" in Ostia mare (titolo cardinalizio)
Santa Maria Regina Pacis in Ostia Mare (in latino: Titulus Sanctæ Mariæ Reginæ Pacis ad litus Ostiense) è un titolo cardinalizio istituito da papa Paolo VI il 5 marzo 1973 con la costituzione apostolica Hac nostra aetate. Il titolo insiste sulla chiesa di Santa Maria Regina Pacis, sita nel quartiere Lido di Ostia Levante. 
Dal 27 agosto 2022 il titolare è il cardinale William Goh Seng Chye, arcivescovo di Singapore. 

## Titolari
- James Darcy Freeman (5 marzo 1973 - 16 marzo 1991 deceduto)
  - Titolo vacante (1991 - 1994)
- Paul Joseph Phạm Đình Tụng (26 novembre 1994 - 22 febbraio 2009 deceduto)
- Laurent Monsengwo Pasinya (20 novembre 2010 - 11 luglio 2021 deceduto)
- William Goh Seng Chye, dal 27 agosto 2022